# Asamblea Parlamentaria del Mediterráneo
La Asamblea Parlamentaria del Mediterráneo (Parliamentary Assembly of the Mediterranean, PAM) es una organización internacional fundada en 2005 por los parlamentos nacionales de los países de la región euro-mediterránea. Es el sucesor legal de la Conferencia sobre Seguridad y Cooperación en el Mediterráneo (CSCM), iniciada a principios de la década de 1990.

## Sede y Oficinas
Inicialmente con sede en Malta, la sede principal de la organización fue trasladada a Nápoles en Italia. Además, la PAM cuenta con oficinas en la República de San Marino y tiene observadores permanentes ante las Naciones Unidas en Ginebra, Nueva York y Viena. También mantiene una oficina de enlace en Jerusalén para el contacto con UNSCO y UNIFIL, y una representación permanente ante la Liga Árabe en El Cairo.

## Objetivos
El objetivo principal de la PAM es promover la cooperación política, económica y social entre los Estados miembros para encontrar soluciones comunes a los desafíos de la región euro-mediterránea y del Golfo Pérsico y crear un espacio de paz y prosperidad para los pueblos de estas regiones. La PAM actúa como un centro de competencias para la diplomacia parlamentaria regional y ofrece un foro único cuya membresía está exclusivamente abierta a los países de la región euro-mediterránea y del Golfo Pérsico.

## Organización
La PAM trabaja principalmente a través de tres comisiones permanentes y se reúne una vez al año en una sesión plenaria. También puede crear grupos de trabajo, comités ad hoc o comisiones especiales para tratar temas específicos (por ejemplo, lucha contra el terrorismo, construcción de confianza, proceso de paz en Oriente Medio, etc.). El trabajo de estos órganos es coordinado por la Secretaría Internacional de la PAM, que apoya a los miembros en el cumplimiento de su mandato.

## Miembros
La Asamblea Parlamentaria del Mediterráneo cuenta con 31 Estados miembros de pleno derecho, 2 Estados miembros asociados, además de varios socios internacionales y observadores.

## Estados miembros de pleno derecho
- Albania
- Argelia
- Andorra
- Bosnia y Herzegovina
- Croacia
- Chipre
- Egipto
- Francia
- Grecia
- Israel
- Italia
- Jordania
- Líbano
- Libia
- Malta
- Mauritania
- Mónaco
- Montenegro
- Marruecos
- Macedonia del Norte
- Palestina
- Portugal
- Catar
- Rumania
- San Marino
- Serbia
- Eslovenia
- Siria
- Túnez
- Turquía
- Emiratos Árabes Unidos

## Estados miembros asociados
- Santa Sede
- Soberana Orden de Malta

## Relaciones con otras organizaciones internacionales
La PAM mantiene estrechas relaciones con organizaciones internacionales como la Unión Europea, la Unión por el Mediterráneo y varias agencias de las Naciones Unidas.